# Palle Huld
Palle Huld (Hellerup, 2 de agosto de 1912-Copenhague, 26 de noviembre de 2010) fue un actor y escritor danés. Apareció en 40 películas entre 1933 y 2000. Su viaje alrededor del mundo a la edad de 15 años en 1928, inspiró a Hergé a crear a Tintín.

## Su vuelta alrededor de la Tierra en 44 Días
El periódico danés Politiken organizó una competencia en honor a Julio Verne que estaba abierta solo a adolescentes. El ganador sería ayudado en un desafío para circunnavegar la Tierra dentro de los 46 días sin compañía. Se les permitió utilizar todas las formas de transporte, aparte de la aviación. Hubo varios cientos de solicitudes para esta competición. Huld tenía 15 años en ese momento y trabajaba en un concesionario de automóviles como empleado. Huld partió en su viaje el 1 de marzo de 1928, un viaje que lo llevó a través de Reino Unido, Canadá, Japón, Corea, China, Manchuria, la Unión Soviética, Polonia y Alemania. En 44 días regresó a Copenhague con los vítores de una multitud de veinte mil personas. Poco después de su regreso a ,casa, hizo un viaje adicional, vestido con su uniforme de explorador la mayor parte del viaje, a Suecia, Inglaterra, donde conoció a Baden-Powell. y Francia donde depositó un ramo de flores en la tumba de Julio Verne.

## Filmografía
- Poeten og Lillemor i forårshumør (1961)
- Der brænder en ild (1962)
- Kampen om Næsbygård (1964)
- Escuela para suicidio (1964)
- Tine (1964)
- Mig og min lillebror (1968)
- Mig og min lillebror og storsmuglerne (1968)
- Olsen-banden ser rødt (1976)

## Libros
- Jorden rundt i 44 dage (1929)
- Så vidt jeg erindrer (1992)